# رسائل النبي محمد
وقعت في عام 6 هـ أحداث صلح الحديبية بين المسلمين وكفار قريش، حين أتى المسلمون للحج في ذٰلك العام، فمنعتهم قريش، فأجرى النبي صلحا بين المسلمين والمشركين، ومن بنود هذا الصلح: وقف الحرب بين الطرفين 10 سنوات. لهذا استغل رسول الله فرصة الصلح (الذي دام لعامين قبل أن تنقضه قريش عام 8هـ) للتفرغ ليهود خيبر (الذين كانوا يحرضون قبائل العرب الكبيرة للاجتماع على حرب المسلمين واستئصال شأفتهم) والدعوة لله والتوسع في نشر الإسلام.
كانت الرسائل النبوية التي أرسلها النبي محمد إلى الملوك، والأمراء، وقادة الأمم والشعوب، والقبائل والجماعات في عصره، صفحة بارزة من صفحات السيرة النبوية والتاريخ الإسلامي، لأن تلك الرسائل تكشف وجهًا من وجوه التطبيق العملي الملموس لعالمية الدعوة الإسلامية.
وانتشر الإسلام بالسفارات النبوية انتشارًا واسعًا في تسعة أقطار هي: اليمامة، وعُمان، والبحرين، واليمن في أربع مناطق شاسعة منها، وحضرموت، وكان انتشاره محدودًا في الحبشة، لأن إسلام النجاشي لا يؤدي بالضرورة إلى إسلام شعبه كافة، حيث ذكر الله في القرآن الكريم: ﴿لَا إِكْرَاهَ فِي الدِّينِ قَدْ تَبَيَّنَ الرُّشْدُ مِنَ الْغَيِّ فَمَنْ يَكْفُرْ بِالطَّاغُوتِ وَيُؤْمِنْ بِاللَّهِ فَقَدِ اسْتَمْسَكَ بِالْعُرْوَةِ الْوُثْقَى لَا انْفِصَامَ لَهَا وَاللَّهُ سَمِيعٌ عَلِيمٌ ۝٢٥٦﴾ (البقرة: 256).
لقد بلغ عدد السفراء النبويين خمسة عشر سفيرًا، استشهد واحد منهم فقط وهو في طريقه إلى ملك بصرى، فقتل قبل أن يبلغ رسالة النبي محمد إلى ملك بصرى. ومزقت رسالة نبوية واحدة، ولم تمزق غيرها من رسائل النبي محمد حتى من الذين لم يسلموا. ورفض اعتناق الإسلام بشدة وبالتهديد، كسرى أبرويز بن هرمز ملك الفرس، والحارث بن شمر الغساني ملك الغساسنة في الشام. وصرف بالحسنى السفير النبوي كل من هرقل قيصر الروم، والمقوقس ملك مصر، وقدم المقوقس هدية للنبي.
| م  | اسم السفير                      | اسم الملك أو الأمير                                   | التوقيت بالهجري | الملحوظات                                |
| -- | ------------------------------- | ----------------------------------------------------- | --------------- | ---------------------------------------- |
| 1  | جعفر بن أبي طالب                | النجاشي ملك الحبشة                                    | 8 ق.هـ          | أول سفير في الإسلام                      |
| 2  | عمرو بن أمية الضمري الكناني     | النجاشي ملك الحبشة                                    | أواخر عام 6 هـ  | أسلم النجاشي                             |
| 3  | دِحْيَة بن خليفة الكلبي            | هرقل قيصر الروم                                       | أواخر عام 6 هـ  | صرف السفير النبوي بالحسنى                |
| 4  | عبدالله بن حذافة السهمي         | كسرى أبرويز بن هرمز ملك الفرس                         | أوائل عام 7 هـ  | مزق الكتاب النبوي                        |
| 5  | حاطب بن أبي بلتعة اللخمي        | المقوقس ملك مصر                                       | أواخر عام 6 هـ  | أهدى للنبي وصرف السفير النبوي بالحسنى    |
| 6  | شجاع بن وهب الأسدي              | الحارث بن شمر الغساني ملك الغساسنة بالشام             | أواخر عام 6 هـ  | لم يسلم                                  |
| 7  | سليط بن عمرو العامري القرشي     | هوذة بن علي الحنفي ملك اليمامة                        | أواخر عام 6 هـ  | أسلم                                     |
| 8  | عمرو بن العاص القرشي السهمي     | جيفر وعبد ابنا الجلندي في عمان                        | أواخر عام 8 هـ  | أسلما                                    |
| 9  | العلاء بن الحضرمي               | المنذر بن ساوى العبدي في البحرين                      | أواخر عام 6 هـ  | أسلم                                     |
| 10 | الحارث بن عمير الأزدي           | ملك بصرى في الشام                                     | أواسط عام 8 هـ  | استشهد السفير النبوي قبل وصوله إلى الملك |
| 11 | المهاجر بن أمية القرشي المخزومي | الحارث بن عبد كلال الحميري في اليمن                   | عام 9 هـ        | أسلم                                     |
| 12 | جرير بن عبدالله البجلي          | ذو الكلاع وذو عمرو في اليمن                           | عام 11 هـ       | أسلما                                    |
| 13 | معاذ بن جبل الأنصاري الخزرجي    | الحارث وشرحبيل ونعيم بن عبد كلال                      | أواخر عام 9 هـ  | أسلموا                                   |
| 14 | أبو موسى الأشعري                | الحارث بن عبد كلال وإخوته                             | أواخر عام 9 هـ  | أسلموا                                   |
| 15 | عمرو بن حزم الأنصاري الخزرجي    | الحارث بن عبد كلال وإخوته وبنو الحارث بن كعب في نجران | أواخر عام 10هـ  | أسلموا                                   |

## قائمة ببعض من كتب الرسول

### كتاب الرسول إلى هرقل

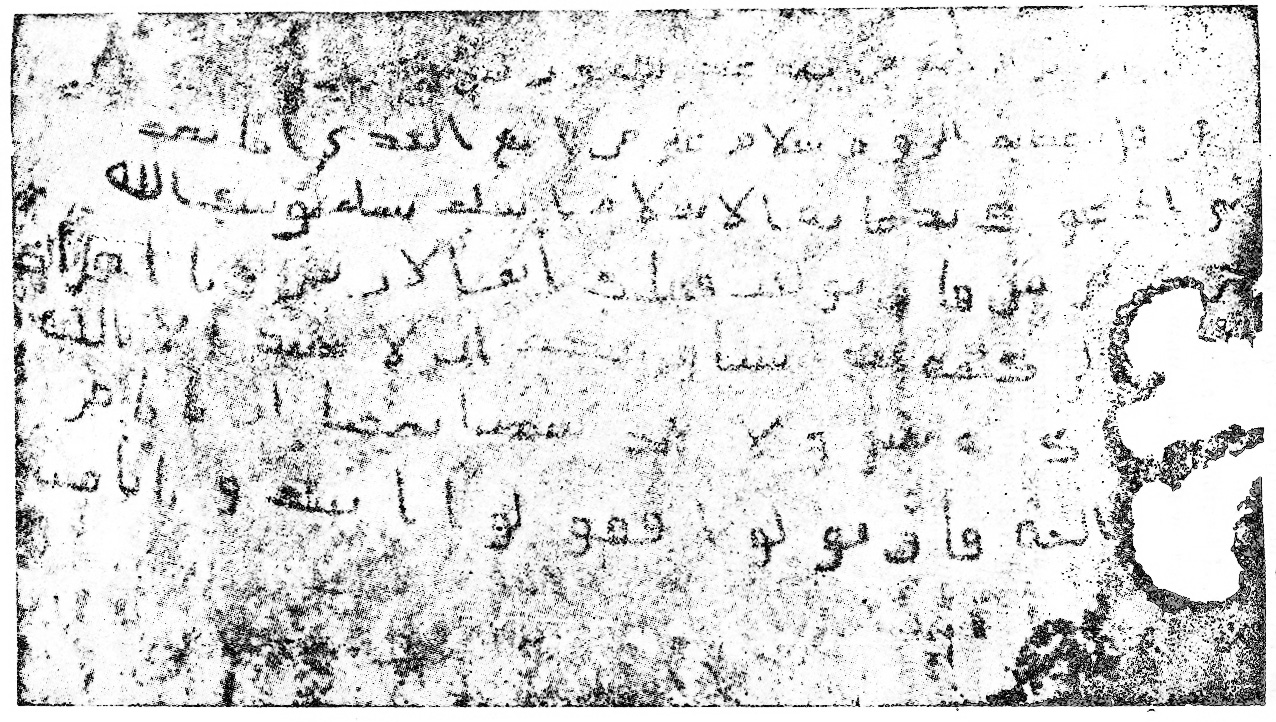
رسالة النبي إلى هرقل.

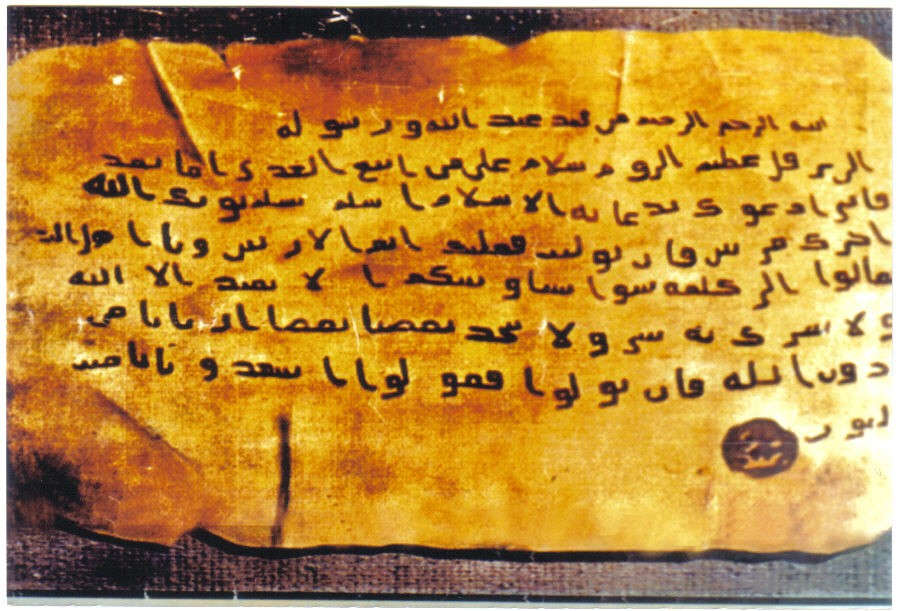
صورة أخرى من رسالة الرسول محمد إلى هرقل.

| رسائل النبي محمد | "بسم الله الرحمن الرحيم من محمد رسول الله إلى هرقل عظيم الروم: سلام على من اتبع الهدى، أما بعد فإني أدعوك بدعوة الإسلام، أسلم تسلم يؤتك الله أجرك مرتين وإن توليت فإن عليك إثم الأريسيين. ﴿قُلْ يَا أَهْلَ الْكِتَابِ تَعَالَوْا إِلَى كَلِمَةٍ سَوَاءٍ بَيْنَنَا وَبَيْنَكُمْ أَلَّا نَعْبُدَ إِلَّا اللَّهَ وَلَا نُشْرِكَ بِهِ شَيْئًا وَلَا يَتَّخِذَ بَعْضُنَا بَعْضًا أَرْبَابًا مِنْ دُونِ اللَّهِ فَإِنْ تَوَلَّوْا فَقُولُوا اشْهَدُوا بِأَنَّا مُسْلِمُونَ ۝٦٤﴾" | رسائل النبي محمد |

### رسالة الرسول إلى كسرى فارس
| رسائل النبي محمد | "بسم الله الرحمن الرحيم، من محمد رسول الله إلى كسرى عظيم فارس، سلام على من اتبع الهدى، وآمن بالله ورسوله، وشهد أن لا إله إلا الله وحده لا شريك له، وأن محمدا عبده ورسوله، وأدعوك بدعاية الله، فإني أنا رسول الله إلى الناس كافة، لينذر من كان حيا ويحق القول على الكافرين فأسلم تسلم، فإن أبيت فإن إثم المجوس عليك." | رسائل النبي محمد |

واختار لحمل هذا الكتاب عبد الله بن حذافة السهمي، فلما قرئ الكتاب على كسرى مزقه، وقال: عبد حقير من رعيتي يكتب اسمه قبلي، ولما بلغ ذلك رسول الله قال: مزق الله ملكه، وكان كما قال، فقد مات كسرى بعد فترة من الزمن وتمزق ملكه.

### كتاب الرسول إلى المقوقس
| رسائل النبي محمد | "بسم الله الرحمن الرحيم، من محمد رسول الله إلى المقوقس عظيم القبط: سلام على من اتبع الهدى، أما بعد فإني أدعوك بدعوة الإسلام، أسلم تسلم يؤتك الله أجرك مرتين. ﴿قُلْ يَا أَهْلَ الْكِتَابِ تَعَالَوْا إِلَى كَلِمَةٍ سَوَاءٍ بَيْنَنَا وَبَيْنَكُمْ أَلَّا نَعْبُدَ إِلَّا اللَّهَ وَلَا نُشْرِكَ بِهِ شَيْئًا وَلَا يَتَّخِذَ بَعْضُنَا بَعْضًا أَرْبَابًا مِنْ دُونِ اللَّهِ فَإِنْ تَوَلَّوْا فَقُولُوا اشْهَدُوا بِأَنَّا مُسْلِمُونَ ۝٦٤﴾" | رسائل النبي محمد |

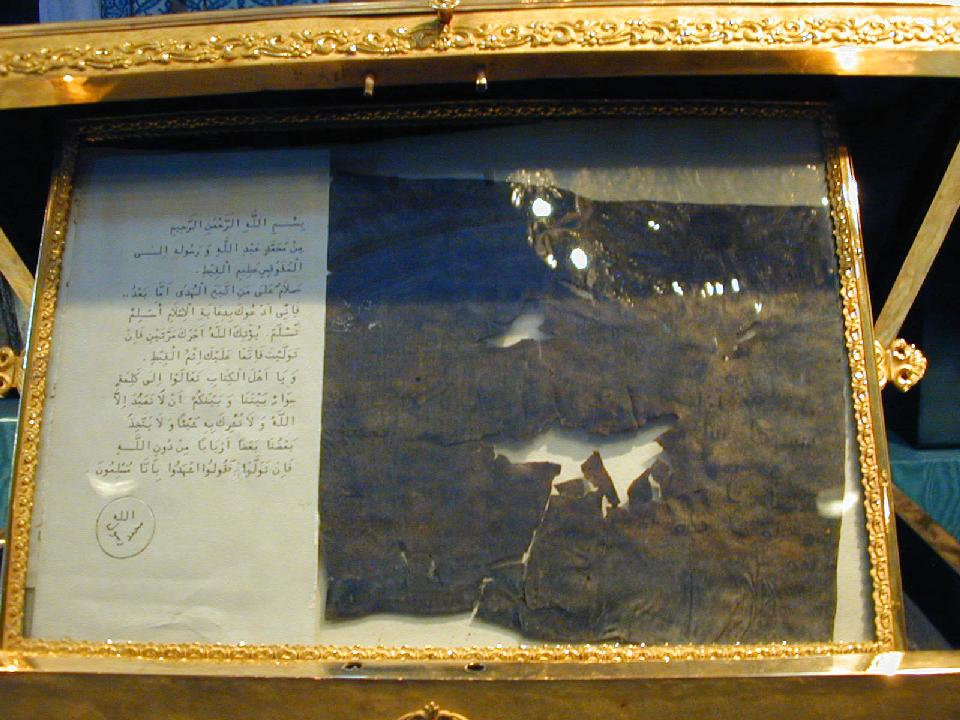
رسالة النبي إلى المقوقس.

- وتقول الرواية: إن المقوقس لما قرأ الكتاب سأل حامله حاطب بن أبي بلتعة: ما منع صاحبك إن كان نبيا أن يدعو على من أخرجوه من بلده فيسلط الله عليهم السوء؟ فقال حاطب: وما منع عيسى أن يدعو على أولئك الذين تآمروا عليه ليقتلوه فيسلط الله عليهم ما يستحقون؟ فقال المقوقس: أنت حكيم، جئت من عند حكيم.

### كتاب الرسول إلى النجاشي
| رسائل النبي محمد | "بسم الله الرحمن الرحيم، من محمد رسول لله إلى النجاشي ملك الحبشة: سلام عليك، إني أحمد الله إليك، الله الذي لا إله إلا هو الملك القدوس السلام المؤمن المهيمن، وأشهد أن عيسى بن مريم روح الله وكلمته ألقاها إلى مريم البتول الطيبة الحصينة، فحملت بعيسى فخلقه الله من روحه كما خلق آدم بيده، وإني أدعوك وجنودك إلى الله عز وجل، وقد بلغت ونصحت فاقبلوا نصحي، والسلام على من اتبع الهدى." | رسائل النبي محمد |

### كتاب الرسول إلى حضرموت
أرسل الرسول كتابة إلى أهل حضرموت مع الصحابي وائل بن حُجر بن ربيعة بن وائل بن يعمر الحضرمي أحد ملوك أقيال حضرموت، وكان أبوه من ملوكهم، قدم على المدينة سنة تسع وقد بشر رسول الله بقدومه فقال: يأتيكم بقية أبناء الملوك فلما دخل وائل عليه، رحب به وأدناه من نفسه، وقرب مجلسه، وبسط له رداءه، وقال: اللهم بارك في وائل وولده وولد ولده. واستعمله على الأقيال من حضرموت، وأقطعه أرضا وأرسل معه معاوية بن أبي سفيان رسالة رسول الله إليه. وعاش وائل حتى أدرك خلافة معاوية.
| رسائل النبي محمد | "مِنْ مُحَمَّدٍ رَسُولِ اللَّهِ إِلَى الأَقْيَالِ الْعَبَاهِلَةِ، وَالأَرْوَاعِ الْمَشَابِيبِ مِنْ أَهْلِ حَضْرَمَوْتٍ بِإِقَامِ الصَّلاةِ الْمَفْرُوضَةِ، وَأَدَاءِ الزَّكَاةِ الْمَعْلُومَةِ عِنْدَ مَحِلِّهَا، فِي التِّيعَةِ شَاةٌ، لا مُقَوَّرَةُ الأَلْيَاطِ وَلا ضِنَاكٌ، وَأنْطُوا الثَّبَجَةَ، وَفِي السُّيُوبِ الْخُمْسُ، وَمَنْ زَنَى مِم بِكْرٍ فَاصْقَعُوهُ مِائَةً وَاسْتَوْفِضُوهُ عَامًا، وَمَنْ زَنَى مِم ثَيِّبٍ فَضَرِّجُوهُ بِالأَضَامِيمِ، وَلا تَوْصِيمَ فِي الدِّينِ وَلا غُمَّةَ فِي فَرَائِضِ اللَّهِ، وَكُلُّ مُسْكِرٍ حَرَامٌ، وَوَائِلُ بْنُ حُجْرٍ يَتَرَفَّلُ عَلَى الأَقْيَالِ، أَمِيرٌ أَمَّرَهُ رَسُولُ اللَّهِ فَاسْمَعُوا وَأَطِيعُوا." | رسائل النبي محمد |

### كتاب الرسول إلى المنذر بن ساوى

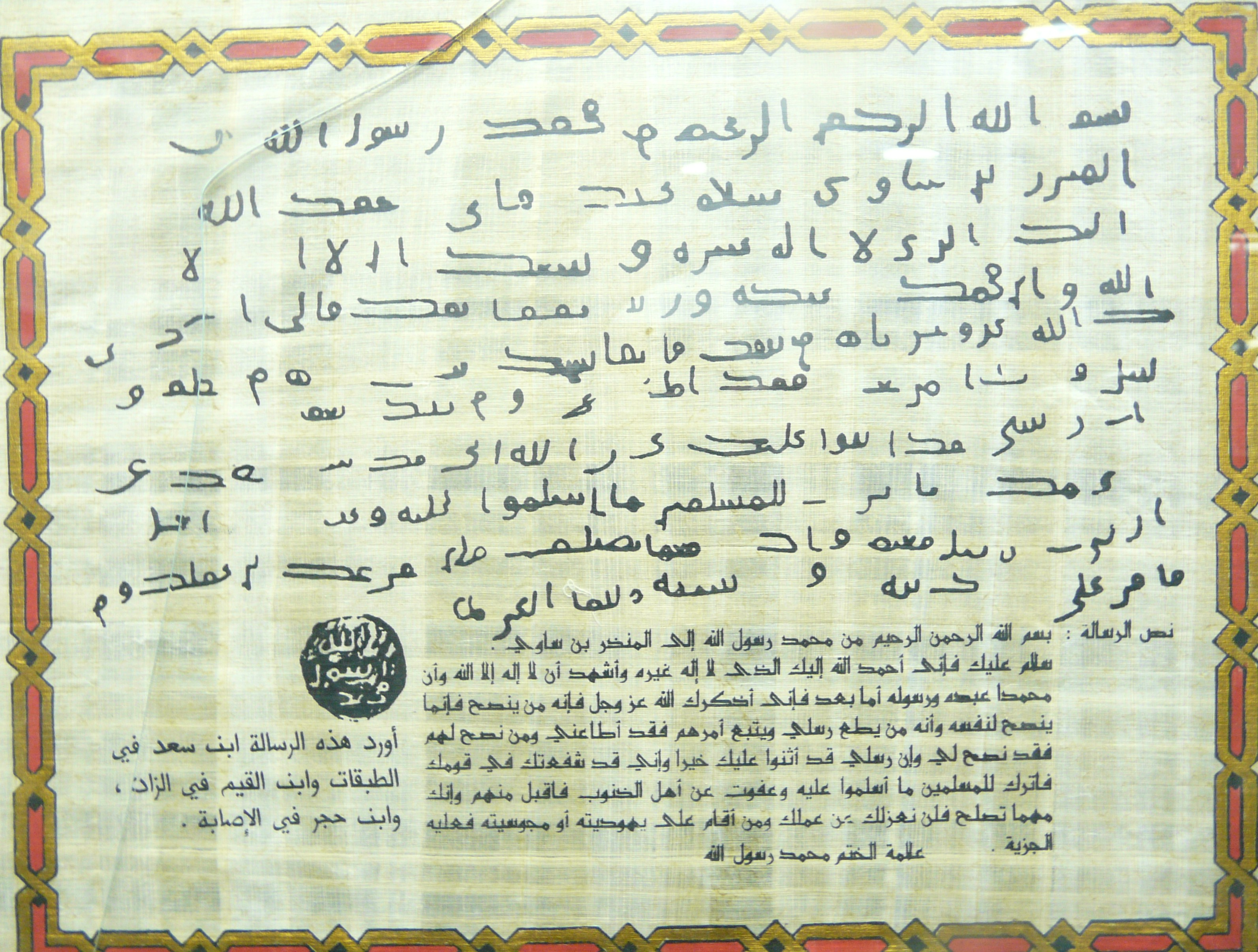
صورة مطابقة لرسالة النبي للمنذر بن ساوى. في الأعلى النسخة، في الأسفل أحرف الطباعة الحديثة لكتابة نفس المخطوطة.

توجه صاحب الرسالة العلاء بن الحضرمي لإيصال كتاب الرسول للبحرين والذي كان حاكمها المنذر بن ساوى التميمي وكان نص الرسالة:
| رسائل النبي محمد | "بسم الله الرحمن الرحيم، من محمد رسول الله إلى المنذر بن ساوى، سلام عليك، فإني أحمد إليك الله الذي لا إله إلا هو، وأشهد أن لا إله إلا الله، وأن محمدا عبده ورسوله. أما بعد فإني أذكرك الله عز وجل، فإنه من ينصح فإنما ينصح لنفسه، ومن يطع رسلي ويتبع أمرهم فقد أطاعني، ومن ينصح لهم فقد نصح لي، وإنّ رسلي قد أثنوا عليك خيراً، وإني قد شفعتُكَ في قومكَ، فاتركْ للمسلمين ما أسلموا عليه، وعفوتُ عن أهل الذنوب فاقبل منهم، وإنك مهما تصلح، فلن نعزلكَ عن عملك، ومن أقام على يهودية أو مجوسية فعليه الجزية". | رسائل النبي محمد |